# Bootherium
Bootherium (грец. «бік» (boos), «звір» (therion)) — це вимерлий рід оленеподібних (Artiodactyla) ссавців родини бикових (Bovidae), що жив у середньому до пізнього плейстоцену Північної Америки і містить один вид — Bootherium bombifrons. Bootherium був одним із найпоширеніших видів вівцебиків у Північній Америці в епоху плейстоцену. Він найбільш тісно пов’язаний із сучасним вівцебиком, від якого він відділився приблизно 3 мільйони років тому, можливо, він є синонімом Euceratherium, хоча це невизначено.